# BrowserQuest
BrowserQuest — бесплатная многопользовательская ролевая онлайн-игра, созданная Little Workshop и Mozilla Foundation в качестве эксперимента, чтобы показать возможности современных стандартов Интернета и способности браузеров, которые могут обойтись без использования каких-либо плагинов для работы в сложных многопользовательских проектах.

## Технологии
BrowserQuest написан на HTML5 и WebSockets и может воспроизводиться на современных веб-браузерах. Клиент использует элемент canvas HTML5 для рендеринга графики, web-workers, чтобы инициализировать карту, не затрагивая остальную часть страницы, LocalStorage для сохранения прогресса, медиа — запросы для динамического изменения игры по экрану устройства, и HTML5 аудио для визуализации звука. Сервер использует node.js, взаимодействующий с браузером с помощью WebSockets. BrowserQuest — демонстрация технологии, которую он использует.
Исходный код клиента и сервера BrowserQuest доступен на GitHub. Его код лицензирован под MPL 2.0. Контент лицензирован в соответствии с CC BY-SA 3.0.

## Игровой процесс
В BrowserQuest игроки могут взаимодействовать друг с другом, используя игровую систему чата или работая вместе, чтобы победить врагов. Есть достижения, которые можно разблокировать во время игры. Добыча выпадает, когда игроки побеждают врагов и может быть поднята любым игроком. Лут включает в себя зелье непобедимости, которое меняет экипировку игрока на логотип напоминающий Firefox, и также различное снаряжение. В какой-то момент система зарегистрировала более 1900 игроков одновременно.